# Lithocarpus yongfuensis
Lithocarpus yongfuensis là một loài thực vật có hoa trong họ Cử. Loài này được Q.F.Zheng mô tả khoa học đầu tiên năm 1985.